# Andrew Schulz
Andrew Cameron Schulz es un cómico americano conocido por su trabajo en Guy Code, el pódcast The Brilliant Idiots de la serie original de Amazon Sneaky Pete.

## Carrera

### Comedia Stand-up
En septiembre de 2017, Schulz lanza por cuenta propia su primer especial de comedia, "4:4:1". Su especial transmitido en Youtube dónde ha amasado más de 1.4 millones de vistas.  En junio de 2018, Schulz continuó con su álbum de comedia debut, "5:5:1". Dentro de la primera semana del lanzamiento del álbum, obtuvo el rango número uno en las tablas de álbumes de comedia de iTunes, Apple Music, Google Play y Amazon. Para la semana del 23 de junio de 2018, el álbum era número uno en las tablas de álbumes de comedia de Billboard.

### Televisión, película y serie web
Schulz ha sido anfitrión y/o aparecido en numerosos programas de MTV2 incluyendo Jobs That Don't Suck, Guy Code, Girl Code, y The Hook Up. En 2015, protagonizó en la serie de corta duración de IFC Benders. También actuó en las series de Amazon Sneaky Pete (2015, 2017), de Hulu There's Johnny! (2017) y de HBO Crashing (2018). Schulz Apareció en los largometrajes, The Female Brain (2017) y Write When You Get Work  (2018). Los créditos de su serie web incluyen escribir y protagonizar en Rise of the Radio Show y The Apartmentship.

### Pódcast
Schulz es coanfitrión en tres pódcast el Loud Speakers Network de Combat Jack. Su podcast más conocido es The Brilliant Idiots  con su personalidad amiga de MTV2 Charlamagne. Schulz También es anfitrión en Flagrant 2 con Akaash Singh y Kazeem Famuyide así como WesterBros.

## Vida personal
Schulz está graduado en la Universidad de California, Santa Bárbara. Es de ascendencia alemana, irlandesa, y escocesa.